# 콜롬바 디 파스쿠아

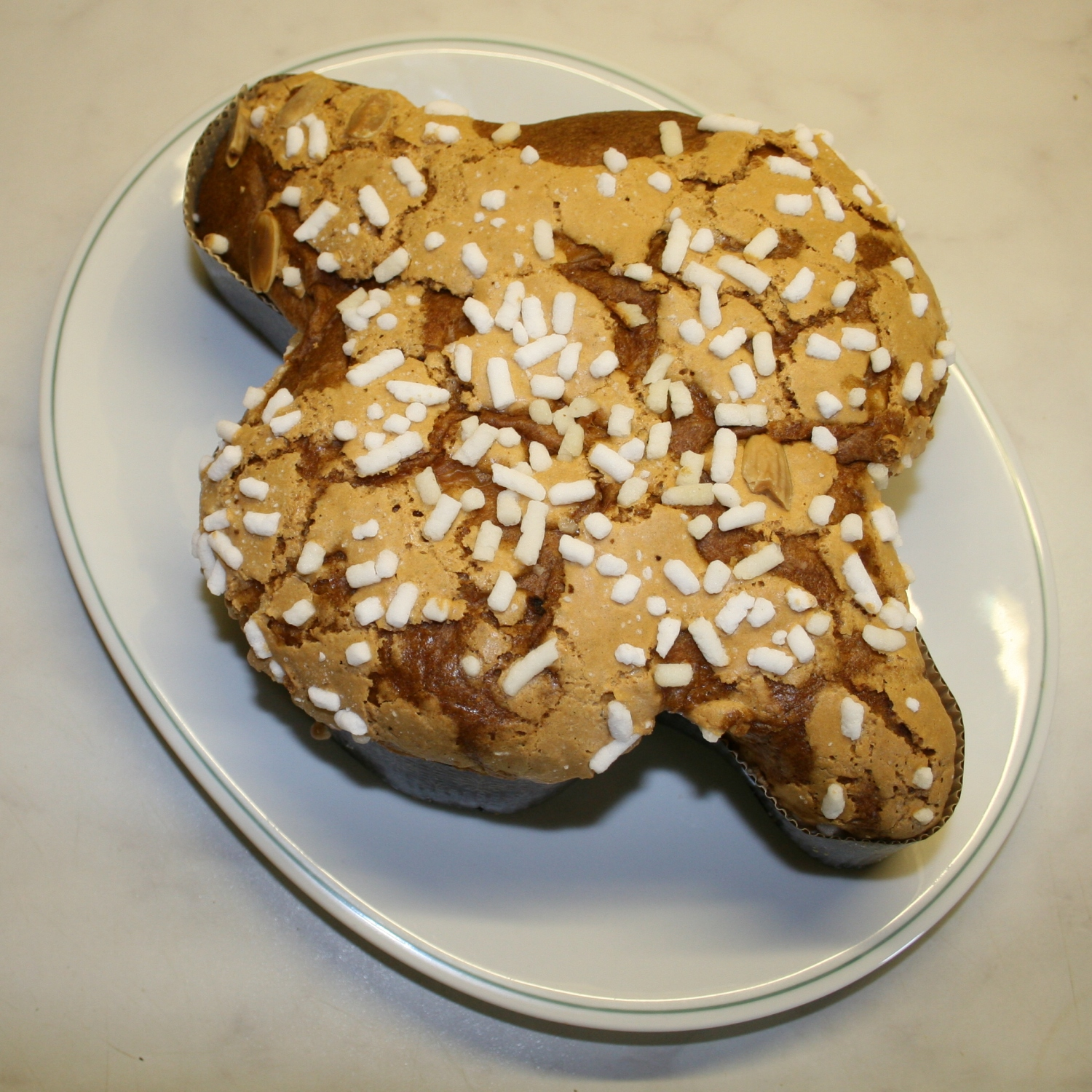
콜롬바 디 파스쿠아

콜롬바 디 파스쿠아(Colomba di Pasqua, Colomba Pasquale)는 이탈리아에서 부활절에 먹는 전통 케이크이다. 크리스마스에 먹는 판도로와 파네토네와 함께 명절을 대표하는 음식이다.
콜롬바의 도우는 파네토네와 비슷하여서 밀가루와 달걀, 설탕, 이스트와 버터로 만든다. 다른 점은 건포도나 단 종류의 재료를 첨가하는 것이다. 보통은 비둘기 모양으로 만드는데 위에 진줏빛이 나는 설탕과 아몬드를 굽기 전에 뿌린다. 초콜릿을 위에 얹는 것도 흔하다.
밀라노의 제과회사가 콜롬바를 상업화하여 생산하고 있다.